# Чепас, Казимирас Игнович
Казимирас Игнович Чепас (25 июня 1940, Укмерге — 17 мая 1983) — советский футболист, нападающий и защитник.

## Биография
В 1961—1962 годах был в составе вильнюсского «Жальгириса», выступавшего тогда в высшей лиге. Единственный матч в чемпионате страны сыграл 7 октября 1962 года против куйбышевских «Крыльев Советов».
С 1963 года в течение двух с половиной сезонов выступал в классе «Б» за «Гранитас» (Клайпеда). В ходе сезона 1965 года вернулся в «Жальгирис», игравший к тому времени во второй группе класса «А», сыграл в его составе 62 матча.
В ходе сезона 1968 года перешёл в «Аэрофлот» (Иркутск), в его составе провёл три неполных сезона во второй группе класса «А» и в классе «Б». С середины 1970 года до конца карьеры выступал за «Томлес» (Томск) во второй лиге, за четыре сезона провёл более 100 матчей. Неоднократно становился лучшим бомбардиром клуба, в том числе в сезоне 1972 года забил 16 голов.
После окончания игровой карьеры некоторое время работал администратором томской команды. Выступал в соревнованиях КФК за команду «Наука» (Томск).
Скончался 17 мая 1983 года на 43-м году жизни.